# Самарский национальный исследовательский университет имени академика С. П. Королёва
Самарский национальный исследовательский университет имени академика С. П. Королёва (Самарский университет) — российский образовательный и исследовательский центр в сфере аэрокосмических технологий. Один из ведущих российских университетов, соответствующий статус которых закреплён в нормативных документах Правительства Российской Федерации и признан академическим сообществом. Был создан путём соединения двух ведущих Самарских вузов — СГАУ и СамГУ.
Самарский университет является одним из 29 национальных исследовательских университетов России. Участвует в программе повышения конкурентоспособности университетов России среди ведущих мировых научно-образовательных центров (Проект 5-100).
Научно-образовательная деятельность Самарского университета охватывает аэрокосмические технологии, двигателестроение, современные методы обработки информации, фотонику, материаловедение, а также фундаментальные технические и естественные науки. 
Помимо инженерно-технических направлений, университет реализует образовательные и исследовательские программы в других областях, включая правоведение, экономику, менеджмент, лингвистику, исторические и социальные науки.

## История
Первоначально губернатор Николай Меркушкин планировал объединить 3 вуза: 
Самарский государственный аэрокосмический университет (СГАУ), 
Самарский государственный технический университет (СамГТУ) и 
Самарский государственный университет (СамГУ). Первоначально сообщалось о поддержке идеи учёным советом СамГТУ, но позднее на конференции сотрудников и студентов СамГТУ было принято решение об отказе от объединения. В результате объединённый вуз был создан в 2015 году путём поглощения аэрокосмическим университетом классического, вошедшего в него как структурное подразделение. СамГУ был ликвидирован как юридическое лицо.
История объединённого университета и вошедших в него вузов непосредственно связана с промышленно-экономическим развитием Самарского региона в качестве одного из ведущих аэрокосмических центров мира.

### История КуАИ — СГАУ
Авиационный институт, ставший ядром нынешнего Самарского университета, открылся в Самаре (тогда Куйбышев) в октябре 1942 года. К тому моменту в город были эвакуированы около 30 предприятий и организаций авиационной промышленности. Здесь было развёрнуто серийное производство штурмовика Ил-2, ставшего самым массовым боевым самолётом в истории авиации. Из общего количества Ил-2 (36 183 шт.) 74 % произведено авиазаводами в Куйбышеве (26 888 шт.). Куйбышевский авиационный институт (КуАИ) стал базой подготовки инженерных кадров для этих предприятий.

Куйбышев, КуАИ (1942 год)

В послевоенные годы в КуАИ начали развиваться научно-исследовательские работы, связанные с производством новейших образцов авиационной техники, в том числе первых реактивных истребителей и бомбардировщиков, а также двигателей к ним. Научные разработки учёных института применялись при проектировании и производстве самолетов Ту-144, Ту-154, Ил-76, Ил-86, Ил-114 и др.
С 1957 года в КуАИ ведется подготовка специалистов по ракетно-космической технике. Учёные, специалисты и выпускники института принимали участие в разработке и освоении производства первых отечественных межконтинентальных баллистических ракет Р-7, Р-7А, Р-9; ракет-носителей «Восток», «Молния», «Союз»; ракетно-космического комплекса для пилотируемого полёта на Луну, а также воздушно-космической системы «Энергия — Буран». Они создавали космические аппараты различного назначения, в том числе для систем национального контроля земной поверхности, разрабатывали программы для орбитального комплекса «МИР», участвовали во многих других, в том числе международных, проектах.
В конце 1950-х годов КуАИ инициировал создание отраслевых научно-исследовательских лабораторий, что послужило мощным толчком развития вузовской науки. К работе в институте были привлечены известные учёные и производственники. Среди них — генеральный конструктор авиационных и ракетных двигателей Николай Кузнецов и советский и российский конструктор ракетно-космической техники Дмитрий Козлов.
22 февраля 1966 года Куйбышевскому авиационному институту было присвоено имя академика С. П. Королёва.
В 1967 году Куйбышевский авиационный институт был награждён орденом Трудового Красного Знамени.
25 января 1991 года город Куйбышев был переименован в Самару, как в своё историческое название, в связи с чем был переименован и сам институт. Он получил название Самарский авиационный институт, но уже 23 сентября 1992 года он получил статус университета.

#### Ректоры КуАИ — СГАУ
- с 2010 г. по 2019 г. — д.т. н., профессор Шахматов Евгений Владимирович;
- c 1990 г. по 2010 г. — член-корреспондент РАН, д.т. н., профессор Сойфер Виктор Александрович;
- с 1988 г. по 1990 г., — действительный член РАН, д.т. н., профессор Шорин Владимир Павлович;
- с 1956 г. по 1988 г. — д.т. н., профессор, Герой Социалистического Труда Лукачёв Виктор Павлович;
- с 1942 г. по 1956 г. — к.т. н., доцент, директор института Стебихов Фёдор Иванович;
- с июля по ноябрь 1942 г. — к.т. н., профессор, и. о. директора института Сойфер Александр Миронович.

### История СамГУ
Самарский (на момент создания — Куйбышевский) государственный университет (СамГУ) открылся в сентябре 1969 года. Он должен был обеспечить подготовку научных кадров по естественнонаучным, социальным и гуманитарным направлениям знаний. Формирование научных школ в СамГУ велось при поддержке со стороны Московского, Санкт-Петербургского и Саратовского государственных университетов.
Исследовательская деятельность Самарского госуниверситета строилась в сотрудничестве как с академическими учреждениями, среди которых Самарский научный центр РАН, Самарский филиал физического института им. П. Н. Лебедева, Математический институт им. В. А. Стеклова РАН, Поволжский филиал Института Российской истории РАН, так и с ведущими российскими разработчиками и производителями космической техники — РКЦ «Прогресс» и ФГУП КБ «Арсенал» им. М. В. Фрунзе.

#### Ректоры СамГУ
- с 2014 г. по 2015 г. — д.т. н., и. о. ректора Андроничев Иван Константинович;
- с 2009 г. по 2014 г. — д.п.н. Носков Игорь Александрович;
- с 1994 г. по 2009 г. — д.ф.-м.н. Яровой Геннадий Петрович;
- с 1984 г. по 1994 г. — д.и.н. Храмков Ленар Васильевич;
- с 1977 г. по 1984 г. — д.и.н. Рябов Виктор Васильевич;
- с 1973 г. по 1977 г. — д.ф.-м.н. Мешков Станислав Иванович[15];
- с 1969 г. по 1973 г. — к.и.н. Медведев Алексей Иванович

### Самарский университет
22 июня 2015 года Минобрнауки России издало приказ № 608 о реорганизации СГАУ и СамГУ путём присоединения госуниверситета к аэрокосмическому университету в качестве структурного подразделения.
6 апреля 2016 года объединённый вуз был официально переименован в «Самарский национальный исследовательский университет имени академика С. П. Королёва» (сокращённое название — «Самарский университет»). Ректором стал руководитель СГАУ Евгений Шахматов.
18 января 2019 года временно исполняющим обязанности ректора был назначен проректор по общеобразовательной и международной работе Владимир Богатырёв. Бывший глава вуза Евгений Шахматов стал научным руководителем аспирантов.

#### Ректоры Самарского университета
- с 2020 года — д.э.н., профессор Богатырёв Владимир Дмитриевич; врио ректора 2019-2020
- с 2015 г. по 2019 г. — д.т. н., профессор Шахматов Евгений Владимирович.

## Образование
В образовательную структуру Самарского университета сегодня входят:
- 8 институтов и 7 факультетов[18],
- 97 кафедр[19].

Общая численность студентов — 16 тыс. человек. Также в Самарском университете обучаются 525 аспирантов, 1 тыс. слушателей дополнительного профессионального образования. Учебный процесс ведут 1373 преподавателя (в том числе 164 профессора и 523 доцента, 250 докторов наук и 785 кандидатов наук).
Обучающимся доступны 304 образовательных программы, в том числе 135 программ бакалавриата, 19 программа специалитета и 150 программ магистратуры.
Обучение в Самарском национальном исследовательском университете имени академика С. П. Королёва ведётся по принципу «образование через исследование». Ежегодно более 3000 обучающихся принимают участие в научно-исследовательских, опытно-конструкторских и технологических проектах Самарского университета.
В университете сформирован научно-образовательный комплекс, который обеспечивает непосредственное участие студентов во всех этапах разработки, создания и испытания космических аппаратов, а также последующего управления ими на орбите.
Основу распределённой космической лаборатории с наземным и космическим сегментами составляет действующая орбитальная группировка малых космических аппаратов (МКА) научно-образовательного назначения серии «АИСТ». Данная группировка функционирует с 2013 года и является частью распределённой космической лаборатории с наземным и космическим сегментами. Сейчас на орбите находятся два МКА «АИСТ» первого поколения и МКА дистанционного зондирования Земли «АИСТ-2». Все эти аппараты созданы специалистами РКЦ «Прогресс» и учёными Самарского университета при активном участии студентов.

### Институты и факультеты
1. Институт авиационной и ракетно-космической техники (образован слиянием института авиационной техники и института ракетно-космической техники).
2. Институт двигателей и энергетических установок.
3. Институт экономики и управления.
4. Социально-гуманитарный институт:
  1. Исторический факультет.
  2. Факультет филологии и журналистики.
  3. Социологический факультет.
  4. Психологический факультет.
5. Естественнонаучный институт:
  1. Химический факультет.
  2. Физический факультет.
  3. Биологический факультет.
  4. Механико-математический факультет.
6. Институт информатики и кибернетики (слияние факультета электроники и приборостроения и факультета информатики).
7. Юридический институт.
8. Институт дополнительного образования.[24]

### Представительства
1. Представительство Самарского университета в г. Тольятти.
2. Представительство Самарского университета в г. Благовещенск.
3. Представительство Самарского университета в г. Сызрань.

### Филиал
1. Тольяттинский филиал.

## Исследования
Для Самарского университета проектирование и конструирование ракетно-космической техники — системообразующее направление научных исследований и подготовки специалистов с 1957 года.
В июне 2016 года на базе ведущих научно-образовательных коллективов Самарского университета сформированы новые междисциплинарные подразделения — стратегические академические единицы (САЕ):
- «Аэрокосмическая техника и технологии» (САЕ-1).
- «Газотурбинное двигателестроение» (САЕ-2).
- «Нанофотоника, перспективные технологии дистанционного зондирования Земли и интеллектуальные геоинформационные системы» (САЕ-3).

Кроме аэрокосмического направления, в Самарском университете ведутся научные исследования и осуществляется подготовка специалистов в области биотехнологий, создания микро- и наноустройств для перспективных электронных и оптоэлектронных информационных систем, а также проектирования материалов с заданными свойствами.
Многие направления естественнонаучных и фундаментальных исследований Самарского университета также связаны с освоением космоса или трансфером аэрокосмических технологий в другие сферы. Так, биологи университета проводят эксперименты с семенами дикорастущих растений, которые побывали на околоземной орбите. На кафедре радиофизики и полупроводниковой микро- и наноэлектроники ведутся работы над технологией создания фотоэлектрических преобразователей на основе пористого нанокристаллического кремния, позволяющую снизить стоимость солнечных батарей для спутников в пять раз.
На социально-гуманитарных факультетах осуществляются исследования фундаментальных общественных процессов, теории и практики сохранения культурного и языкового наследия.

### Орбитальная группировка Самарского университета
Разработка собственных космических аппаратов в Самарском университете (тогда — Куйбышевском авиационном институте, КуАИ) началась еще в середине 80-х годов прошлого века. Первые спутники, созданные в КуАИ, вышли на орбиту в 1989 г.
28 апреля 2016 года в рамках первого пуска с нового российского космодрома Восточный был выведен на орбиту оптико-электронный малый космический аппарат (МКА) «АИСТ-2Д», предназначенный для дистанционного зондирования Земли, научных экспериментов, а также для отработки и сертификации новой целевой и научной аппаратуры, обеспечивающих систем и их программного обеспечения.

## Международное партнёрство
Самарский университет сотрудничает с научно-образовательными структурами Великобритании, Германии, Франции, Бразилии, Индии, Китая, Финляндии, Испании, Швеции, Венгрии, Португалии, Польши, Эстонии, Латвии, Литвы, Казахстана, Молдовы, Словении, Хорватии, Малайзии и других стран.
Основные направления сотрудничества:
- программы академической мобильности;
- приглашение иностранных учёных для преподавания в Самарском университете;
- программы двойных дипломов;
- совместные исследования, в том числе участие в научных конференциях и публикация научных статей.

Созданы совместные лаборатории со следующими зарубежными вузами:
- Штутгартский университет, Германия.
- Хьюстонский университет, США.
- Университет Пердью, США.
- Технический университет Фрайбергская горная академия, Германия.
- Северо-западный политехнический университет, Китай;
- Люблянский университет, Словения;
- Технологический университет Лаппеэнранта, Финляндия[28].

Самарский университет является членом Международной астронавтической федерации, участвует в крупном международном проекте QB50 (европейская инициатива по исследованию атмосферы).

### Иностранные студенты
По направлениям Минобразования РФ и на контрактной основе в Самарском университете в разные годы обучались студенты из Бангладеш, Болгарии, Индии, Ирана, Камеруна, Кении, Китая, Коста-Рики, Ливана, Маврикия, Мадагаскара, Марокко, Нигерии, Омана, Пакистана, Перу, Сенегала, Чехии, Шри-Ланки. Также Самарский университет принимал стажёров из КНР, Германии, Франции. По прямым договорам о сотрудничестве в университете обучались студенты Университета Брэдли (США), Харбинского политехнического института (КНР), Высшей школы аэронавтики ENSICA.

## Достижения и рейтинги
QS World University Rankings by Subject
- 2017 г. — Самарский университет впервые вошел в международный предметный рейтинг QS , в котором вузы оцениваются исходя из результатов обучения по 46 предметам. Университет расположился в группе 450 - 500 в направлении Physics & Astronomy.

THE World University Rankings
- 2016 г. — Самарский университет впервые включён в рейтинг лучших университетов мира по версии британского журнала Times Higher Education. Университет вошёл в группу вузов с 801 по 980 позицию.

QS University Rankings: Emerging Europe and Central Asia (QS EECA)
- 2015 г. — Самарский университет вошёл в число 150 лучших вузов рейтинга университетов развивающихся стран Европы и Центральной Азии.
- 2016 г. — поднялся более чем на 30 позиций и вошел в число 110 лучших университетов.

QS Top Universities BRICS
- 2014 г. — Самарский университет впервые включён в список лучших высших учебных заведений стран БРИКС, вошёл в группу вузов со 151 по 200-ю позицию.
- 2015—2016 гг. — повторил этот результат.

TOP-300 THE BRICS & Emerging Economies Rankings
- 2016 г. — первое попадание в рейтинг журнала Times Higher Education среди ведущих университетов из 50 стран с развивающейся экономикой. Самарский университет попал в группу 251—300 данного рейтинга.[35]

Рейтинг вузов России от агентства «Эксперт РА», 2016 год
- 26 место в общем рейтинге (в 2012 начинал с 35 места).
- 15 место в категории «востребованность выпускников работодателями».
- 18 место в группе российских вузов с наивысшим уровнем научно-исследовательской активности.

Международный рейтинг «Три миссии университета»
- 2019 год: 1001-1100 место[37]
- 2020 год: 1101-1200 место[38]
- 2021 год: 1001-1100 место[39]
- 2022 год: 1001-1100 место[40]

Рейтинг вузов России по версии RAEX
- 2020 год: 41 место[41]
- 2021 год: 46 место[42]
- 2022 год: 44 место[43]

В предметных рейтингах RAEX Самарский государственный университет входит в список лучших по 3 направлениям подготовки: математика, машиностроение и робототехника, инжиниринг и технологии.